# Гришино (Калужская область)
Гришино — деревня в Износковском районе Калужской области России. Входит в состав сельского поселения «Посёлок Мятлево».

## География
Деревня находится в северной части Калужской области, в зоне хвойно-широколиственных лесов, в пределах южного склона Смоленско-Московской возвышенности, к югу от автотрассы А130, на расстоянии примерно 21 километра (по прямой) к юго-востоку от села Износки, административного центра района. Абсолютная высота — 190 метров над уровнем моря.
Климат
Климат характеризуется как умеренно континентальный, с тёплым летом и умеренно холодной зимой. Среднегодовая многолетняя температура воздуха составляет 3,8 °C. Средняя температура воздуха самого тёплого месяца (июля) — 17,6 °C (абсолютный максимум — 38 °C); самого холодного (января) — −10 °C (абсолютный минимум — −43 °C). Среднегодовое количество атмосферных осадков составляет около 620 мм.
Часовой пояс
Деревня Гришино, как и вся Калужская область, находится в часовой зоне МСК (московское время). Смещение применяемого времени относительно UTC составляет +3:00.

## Население
| 2002 | 2010 |
| ---- | ---- |
| 21   | ↘18  |

Половой состав
По данным Всероссийской переписи населения 2010 года в гендерной структуре населения мужчины составляли 38,9 %, женщины — соответственно 61,1 %.
Национальный состав
Согласно результатам переписи 2002 года, в национальной структуре населения русские составляли 100 % из 21 чел.